# تشارلز فار
تشارلز فار (بالإنجليزية: Charles Farr)‏ هو موظف مدني بريطاني، ولد في 15 يوليو 1959، وتوفي في 15 فبراير 2019.